# William Larnach

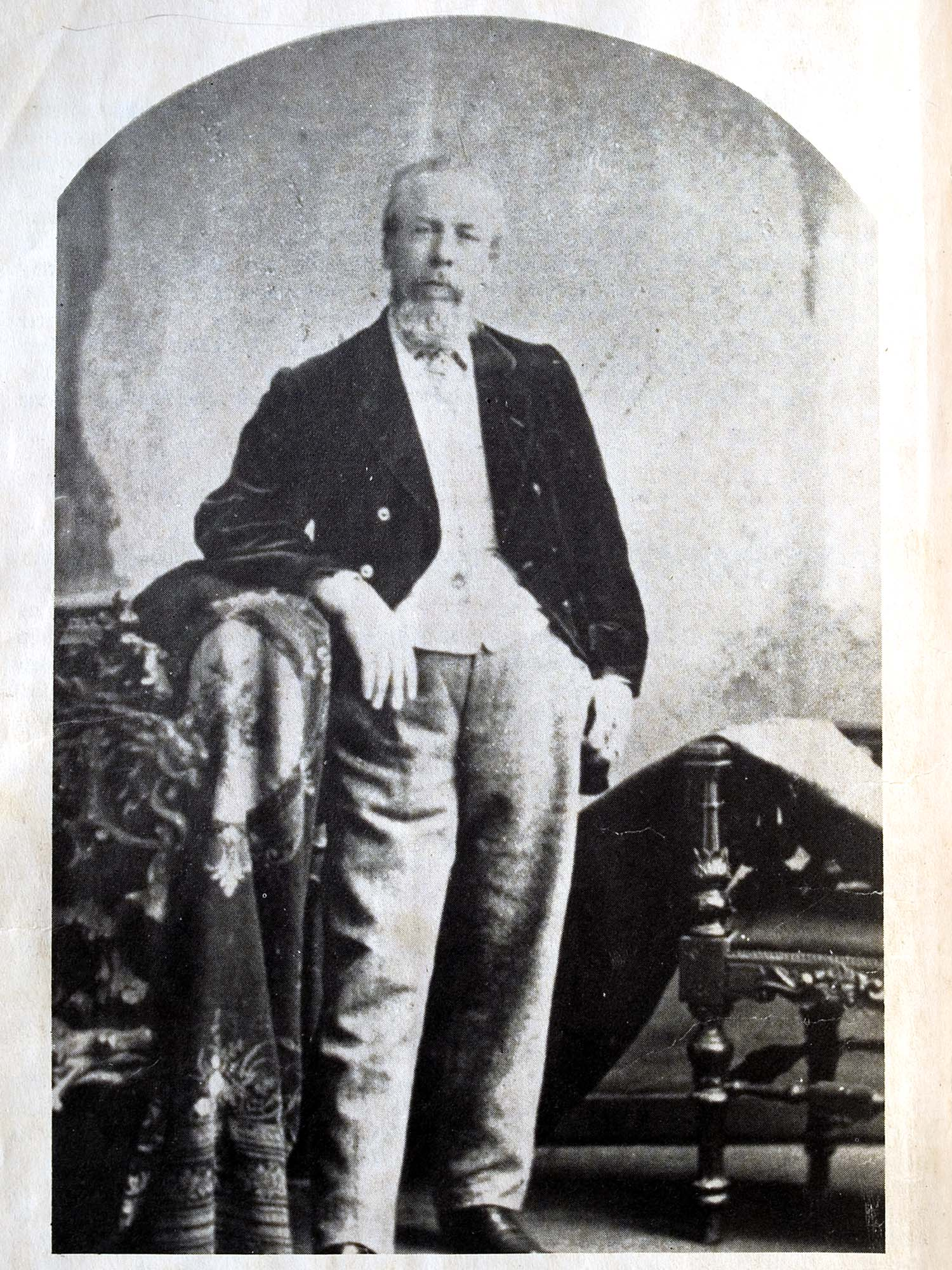
William Larnach (1833–1898)
Das Foto entstand 1878 in San Francisco auf dem Weg nach Europa.

William James Mudie Larnach (* 27. Januar 1833 in Castle Forbes, Patrick Plains, Hunter River, New South Wales, Australien; † 12. Oktober 1898 in Wellington, Neuseeland) war ein australischer Bankier, neuseeländischer Politiker sowie Erbauer des Larnach Castle in Dunedin.

## Leben
William Larnach wurde als viertes von neun Kindern einer schottisch-stämmigen Familie geboren. Er hatte drei Brüder und fünf Schwestern. Sein Vater war John Larnach (1805–1869), der 1822 nach Australien kam und Schafzüchter wurde. Seine Mutter war Emily Mudie (1807–1882), Tochter eines Majors, Schafzüchters und Partner seines Vaters. Williams größtes Vorbild in seiner Kindheit war sein Onkel Donald Larnach, ein fein aussehender Gentleman und Bankier. William bekam seine erste Schulbildung von Reverend Irvine Hetherington, der als Pfarrer der Gemeinde in Singleton so nebenbei versuchte, den Kindern etwas Bildung zu geben. Für seine akademische Ausbildung ging William später zum Sydney College in Darlinghurst, Sydney.

### Australien
1850 folgte er dem Rat seines Onkels Donald und schlug als Angestellter der Bank of New South Wales in Melbourne eine Bankkarriere ein, zu einer Zeit, als in Australien gerade Gold gefunden wurde. In der allgemeinen Euphorie und der Chance, reich zu werden, war Melbourne bald fast menschenleer. Dem Ruf des Goldes folgend, begab sich William mit seinen 18 Jahren schließlich auch in die Goldfelder Victorias, um Gold zu schürfen. Wenig später arbeitete er wieder für die Bank, jetzt aber in den Goldfeldern in einer Zeltunterkunft. Ein riskanter Job, der ihm einiges abverlangte, in dem er aber auch seine Zuverlässigkeit und Vertrauenswürdigkeit unter Beweis stellen konnte. Im Oktober 1857 wurde er nach Ararat geschickt um eine Zweigstelle der Bank zu eröffnen, wieder im Zelt. Im Februar 1858 kam er als Bankmanager zurück nach Melbourne.
Am 15. Juni 1859 heiratete er Eliza Jane Guise (1842–1880), Tochter eines reichen Grundbesitzers französischer Abstammung. Mit £85.000 Mitgift war der soziale Aufstieg für ihn damit vollzogen. Nachdem Larnach nochmal für zwei Jahre als Bankmanager in den Goldfeldern gearbeitet hatte, ging er als Manager für seine Bank of New South Wales 1861 nach Geelong, Victoria.

### England
1866 folgte er mit seiner Familie einer Einladung seines Onkels Donald nach London, der ihn in Kontakt mit wichtigen Bankern dieser Zeit brachte. Sein Onkel, der für ihn von Kindheit an stets Vorbild war, inspirierte ihn nicht nur in geschäftlichen Belangen, sondern auch in Art und Weise des Lebensstils. Larnachs Zeit in England beeinflusste ihn Größeres tun zu wollen.

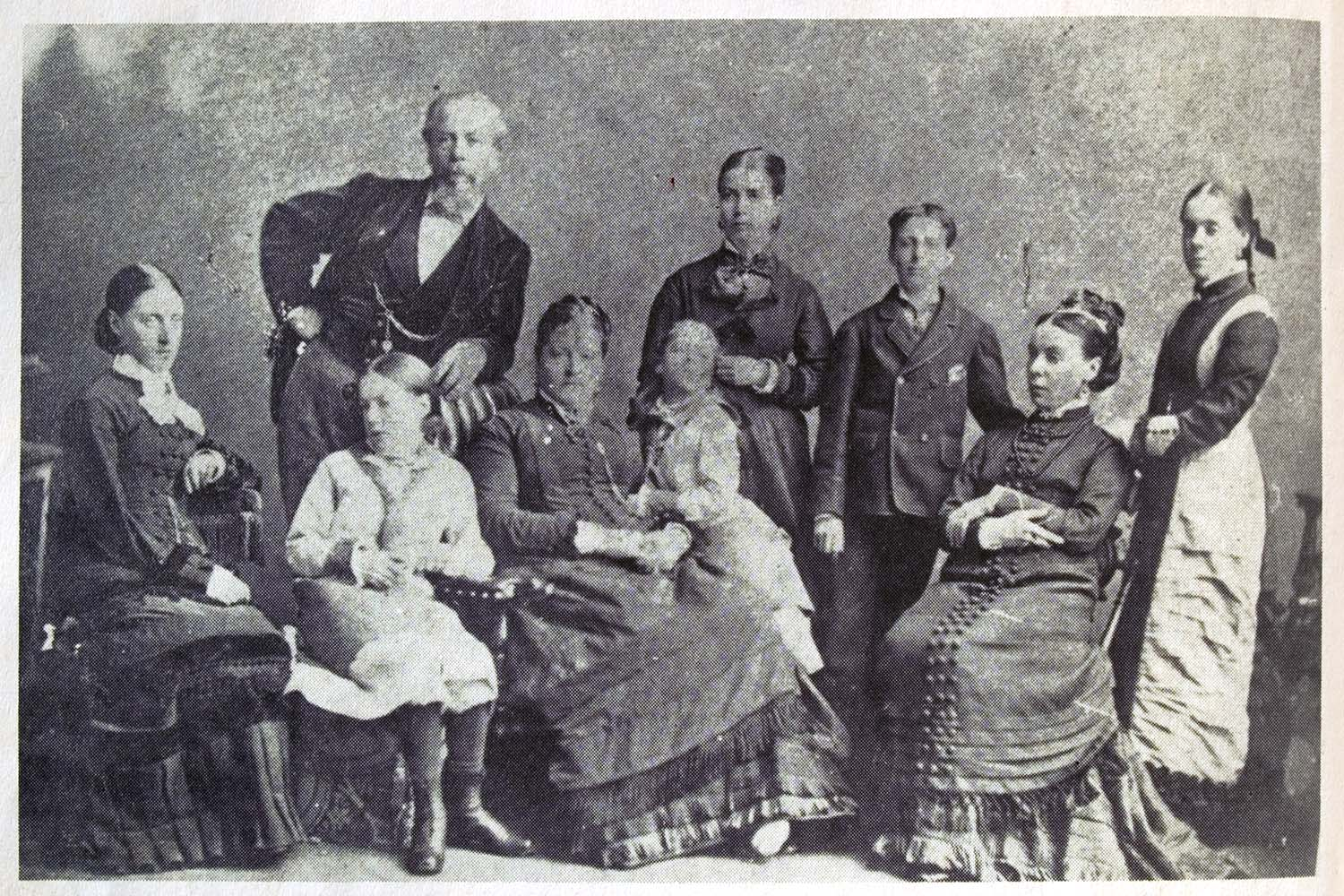
William Larnach mit Familie
Das Foto entstand 1878 in San Francisco auf dem Weg nach Europa.

### Neuseeland
Knapp ein Jahr nach seiner Rückkehr nach Melbourne wurde ihm die Position des Colonial Bank Managers der Bank of Otago in Dunedin angeboten. Obwohl die Bank sehr klein und in Schwierigkeiten war, nahm Larnach das Angebot an, versprach erfolgreich zu sein und kam im September 1867 nach Dunedin.
Es war bekannt und wurde oft kritisiert, dass Bankmanager in den Kolonien oft private Investitionen über ihre Bank tätigten, verhindert wurde es aber nicht. So war es auch Larnach möglich, seine privaten Investitionen über seine Bank zu finanzieren. Am 19. Januar 1870 kaufte er gut 460 Hektar Land auf der Otago Peninsula. Hier sollte sein „Schloss“ entstehen. Larnach gewann den renommierten Architekten Robert Lawson und begann 1871 mit dem Bau von Larnach Castle, welches als einziges Schloss Neuseelands in die Geschichte eingehen sollte und heute die touristische Attraktion Dunedins darstellt. 1874 bezog die Familie das Anwesen.
Als 1871 die Einkünfte aus den zurückgehenden Goldgeschäften weniger wurden, kam Larnach in Schwierigkeiten. Weitere Kapitalerhöhungen wurde von London aus verwehrt. Die Bank war nicht mehr lebensfähig. Im November 1873, nachdem die Bank of Otago von der National Bank of New Zealand übernommen wurde, quittierte Larnach seinen Job, investierte in Grundstücke, um Spekulationsgewinne zu machen und gründete mit Walter Guthrie im gleichen Jahr die Handelsgesellschaft Guthrie & Larnach (Eisenwaren, Haushaltsgegenstände und Holzbearbeitung), deren Hauptanteilseigner er war. Die gegründete Firma war anfangs recht erfolgreich, bis die wirtschaftliche Depression in Europa (1873–1896) auch in Neuseeland ihre Wirkung zeigte. 1891 wurde Guthrie & Larnach endgültig liquidiert.
Trotz Larnachs lädierter Kreditwürdigkeit unterstützte ihn die Bank of New Zealand in Hoffnung auf irgendeinen Nutzen. Dieser Nutzen muss Larnach wohl veranlasst haben, zusätzlich noch Politiker zu werden. Am 20. Dezember 1875 wurde er als Vertreter von Dunedin City ins House of Representatives gewählt.
1877 gründete Larnach die New Zealand Agricultural Company mit dem Ziel, durch Landverkäufe Geld zu machen. Um Kapital für Landkäufe zu akquirieren, reiste er nach England. Doch der Zuspruch war weniger als mäßig. Als Larnach 1881 zurück nach Dunedin kam, waren seine Spekulationsträume zerplatzt. Fallende Preise für Land, eine unprofitable New Zealand Agricultural Company und die Rezession im Lande brachten Larnach an den Rand der Zahlungsunfähigkeit. Dazu kam auch noch, dass während seiner Abwesenheit seine Frau Eliza gestorben war. Larnach wurde depressiv und öffentlichkeitsscheu. Er spekulierte mit Aktien und trank.
Am 7. Januar 1882 heiratete William Larnach Mary Cockburn Alleyne, Halbschwester seiner verstorbenen Frau. Larnachs finanzielle Situation war weiterhin angespannt. Er dachte an Emigration nach Südamerika, ging aber schließlich wieder nach Australien. 1887 misslang ein Versuch Larnachs, seine finanzielle Situation zu verbessern und ein Geschäft mit einem Partner in Melbourne zu etablieren. Im gleichen Jahr starb Mary, seine zweite Frau.
Am 27. Januar 1891 heiratete er in Wellington seine dritte Frau, Constance de Bathe Brandon, Tochter eines Rechtsanwaltes. Trotz knapper Mittel erwarb Larnach 1894 1.800 Anteilsscheine an der Colonial Bank in Dunedin, wurde damit ihr größter Anteilseigner und schließlich Direktor der Bank. Im folgenden Jahr 1895 kam auch diese Bank in Schwierigkeiten und wurde schließlich von der Bank of New Zealand übernommen. Larnach verlor sein Kapital und stand wieder kurz vor dem Bankrott. Am 12. Oktober 1898 nahm sich William Larnach im Parlamentsgebäude mit seiner Pistole das Leben.

## Parlamentarier
Am 20. Dezember 1875 wurde William Larnach als Vertreter von Dunedin City ins House of Representatives gewählt. 1882 konnte er seine Wiederwahl nur über den Bezirk Otago Peninsula absichern. 1890 verlor er seinen Sitz im Parlament durch Abwahl. 1894 gelang ihm der Wiedereinzug ins Parlament über den Bezirk Tuapeka, heute (Lawrence).
William Larnach war nie wirklich an Politik interessiert. Über seine Zeit als Parlamentarier ist wenig bemerkenswertes dokumentiert. Er war stets an seinen geschäftlichen Aktivitäten interessiert. Seine Beliebtheit bei der Arbeiterklasse seines Wahlkreises in Süd-Dunedin wird wohl auf seine direkte, einfache und manchmal rauen Art des Sprechens zurückgeführt werden können. In der einflussreichen Klasse Dunedins, als Beispiel, war er als Politiker nicht gerade beliebt. Larnach verstand es, Menschen zu überzeugen und zu gewinnen, aber auch vor den Kopf zu stoßen. Kritiker warfen ihm vor, einen wechselhaften Charakter zu haben. Letztendlich gescheitert war Larnach an seiner Überheblichkeit und Fehleinschätzungen der Realität.